# Farzuga
Farzuga (in arabo فرزوغة) è un centro abitato della Libia, nella regione della Cirenaica.

## Storia
Fu fondato in epoca coloniale (1938) con il nome di Villaggio Baracca. Il nucleo originario fu progettato dall'architetto Giovanni Pellegrini.